# Eois lilacea
Eois lilacea là một loài bướm đêm trong họ Geometridae.